# George Buchanan Wollaston
George Buchanan Wollaston (* 26. April 1814 in Clapton, heute zu Hackney; † 26. März 1899 in Chislehurst, Kent) war ein britischer Architekt und Pflanzensammler. Sein offizielles botanisches Autorenkürzel lautet „Woll.“; früher war auch das Kürzel „Wollaston“ in Gebrauch.  

## Leben und Wirken
Wollaston sammelte vor allem Farne.